# Pantheon dos Andradas
O Panteão dos Andradas é o mausoléu de José Bonifácio de Andrada e Silva, o Patriarca da Independência, e de seus irmãos Antônio Carlos Ribeiro de Andrada Machado e Silva, Patrício Manuel e Martim Francisco Ribeiro de Andrada. Está localizado na cidade de Santos, no litoral de São Paulo. Nesse local estão os restos mortais de José Bonifácio.

## Baixo relevo
Os oito baixos-relevos das paredes do Panteão foram esculpidos por Elio De Giusto, sendo eles:
1. Desembarque de Antônio Carlos, preso na Bahia, entre os republicanos da revolução vencida de Pernambuco (1817)
2. A visita de José Bonifácio ao acampamento dos patriotas em frente ao da divisão portuguesa de Jorge Avilez insurgida (1822)
3. Proclamação do governo provisório de São Paulo, por José Bonifácio (1821)
4. José Bonifácio combatendo os franceses em guerrilha (1808)
5. Embarque dos Andradas para o exílio (1823)
6. Conferência dos três irmãos com um embaixador inglês (1823)
7. José Bonifácio entrega a carta que provocou a de 7 de setembro, o Grito do Ipiranga (1822)
8. Coroação de D. Pedro II (1841)